# Commodore International
Commodore International (også Commodore Business Machines, CBM) var en af pionererne i computerindustrien. De begyndte med at producere kontorartikler, men inden længe indtog de datamatmarkedet. I 1977 lancerede de en af de første fuldt funktionsdygtige og færdigsamlede personlige computere (pc'er) eller mikrocomputere, som de dengang kaldtes. Nogle kilder mener, det var den første, men det er lidt usikkert, hvem der var absolut først. De andre computere, der muligvis gør Commodore PET (Personal Electronic Transactor) rangen stridig som den første færdigsamlede kommercielt tilgængelige computer, er Apples Apple II og Tandys TRS-80. Det havde i nogen tid været muligt at købe forskellige computersamlesæt, men med PET'en blev det muligt at tage en computer med hjem fra en forretning, slutte den til stikkontakten derhjemme eller på arbejdspladsen og med det samme gå i gang med at programmere eller udføre færdige programmer. Først i 1981 lancerede IBM deres IBM PC, der blev stamfaderen til alle pc'er med CPU fra Intel og styresystem fra Microsoft.
Commodore blev stiftet af den polsk-fødte Jack Tramiel i Canada. Før PET'en fabrikerede firmaet både kontormøbler, skrivemaskiner og regnemaskiner. Men i 1976 købte Commodore "MOS Technology", hvor Chuck Peddle havde designet CPU'erne 6501 og 6502. PET-computeren blev designet som en alt-i-en-computer, hvor tastatur, kassettebåndoptager (til at lagre og indlæse programmer og data), skærm og den elektroniske indmad var samlet i et. Kraftigere computere fulgte i samme hoveddesign som den oprindelige PET, men med bedre tastatur, større skærm og eksterne diskettedrev i stedet for kassettebåndoptageren.
I 1981 lancerede Commodore VIC-20-computeren, baseret på samme 6502 CPU som PET'en men rettet mod hjemmemarkedet. Hverken skærm eller kassettebåndoptager fulgte med. I stedet kunne den tilsluttes fjernsynet, og man kunne tilslutte sin egen båndoptager.
I 1982, blev VIC-20 erstattet af Commodore 64-computeren, som blev den mest solgte hjemmecomputer i 1980'erne. Den er, af den grund, blevet et kult-objekt fra 1980'erne.
Omkring 1985 lancerede Commodore deres egenudviklede IBM PC-kompatible computere, PC-10 og PC-20 (PC-10 havde kun diskettedrev til lagring af programmer og data, hvor PC-20 også havde en harddisk).
I 1986 lancerede Commodore den første Amiga-computer. Denne var ikke udviklet af Commodore selv, men af Amiga Inc., som Commodore købte. Amiga'en var en revolutionerende computer, idet den havde specialdesignede mikroelektroniske kredsløb (chips) indbygget til at varetage funktioner såsom grafik og stereolyd, samtidigt med at den anvendte Motorolas 68000-CPU som hovedprocessor. Den blev leveret med software der havde en grafisk brugerflade (GUI), og styresystemet var et multitasking-styresystem, der kunne afvikle flere programmer samtidigt.
Commodore havde meget forskellig succes fra land til land. I Danmark var firmaet for eksempel i slutningen af 1980'erne nummer to efter IBM i salget af pc'er. I England derimod fik Commodore aldrig succes med pc-salget, idet de blev regnet for firmaet med legetøjscomputerne. I et forsøg på at appellere til det professionelle kundesegment oprettede man "Commodore Networking Division" (CND) med kontor i Danmark. CND havde til opgave at få Commodores pc'er Novell NetWare-certificeret og i det hele taget være et kompetencecenter for LAN-teknologi.
Ingen af Commodores tiltag hjalp, og i 1994 gik Commodore i betalingsstandsning.